# Sisto Reina
Sisto Reina O.F.M.Conv. (Saronno, 1623 – Modena, dopo il 1664) è stato un francescano, compositore e organista italiano.

## Biografia
Secondogenito dei tre figli del milanese Aloysio Reina e della comasca Sofonisba Pifferetta, divenne frate minore conventuale e maestro di cappella a Saronno, Bologna, Piacenza e Modena.
Gli archivi testimoniano che nel 1641 divenne frate, cambiando il proprio nome da Gioseffo a Sisto in onore di papa Sisto V, anch'egli minore conventuale.
Presente alla processione in Saronno del 1643, conobbe il padre guardiano di Desio Egidio Trabattone che per lui scrisse Currite Virgines, un mottetto a 8 voci che costituisce un unicum per questo abile compositore lombardo. Il brano apparirà nella prima opera di Reina stampata nel 1648 dedicata alla Beata Vergine dei Miracoli di Saronno Novelli Fiori Ecclesiastici concertati nell'organo all'uso moderno per i tipi Camagno, in concomitanza della elezione del primo prefetto del Santuario di Saronno Aluigi Sanpietro. Da questo momento, progeressivamente, ma inesorabilmente, il numero dei frati minori conventuali decrescerà sensibilmente fino ad annullarsi. L'unico che continuerà ad essere presente sarà proprio Sisto Reina.
Dal 1649 al
1653, oltre a svolgere il servizio di organista nel convento di San Francesco e
presso il Santuario, fra Sisto insegna a giovani cantori e compone altre
quattro opere Sacri Concentus Musici
(op. 2) Armonicae cantiones (op. 3), Marsyae et Apollini (op. 4) e Armonia ecclesiastica (op. 5).
Conviene soffermarsi sulla seconda, opera fino ad oggi non rinvenuta, di cui però sono emersi particolari interessanti. All'interno del catalogo RISM di Friburgo si legge che nel 1696 è stata registrata un'opera a nome Reina dal compilatore del tempo Bernhard Späni. Si tratta di mottetti e salmi non concertati a 2, 3 e 4 voci, anche in forma di
dialogo, comprendenti Litanie Lauretane. L'opera, pubblicata tra il 1648 e il 1651, è composta da diciannove brani di cui nove a 2 voci, cinque a 3 e cinque a 4. Accompagnati da basso seguente, non prevedono l'uso di strumenti, in linea con quanto si legge a piè pagina all'interno dell'opera terza Il Secondo libro de Concerti.
Dopo fiori per due cori a 8 voci, qui Reina riduce sensibilmente l'organico per esigenze esecutive con l'intenzione di fare eseguire il proprio lavoro anche da piccole cappelle musicali. È presente per la prima volta la forma del dialogo, qui interpretata da tre voci, il diavolo, un angelo e l'uomo. Nel corso degli anni la forma del dialogo sarà ancora presente nell'opera terza a 3 e a 5 voci e nella settima a 3 voci.
In Sacri Concentus Musici due i brani a 3 voci per la festività di giugno. Il mottetto Gaude, felix Padua e il mottetto Gaudeant astantes. Il primo inizia con la frase che è presente al centro della volta della cappella dell'Arca ed è dedicato a Sant'Antonio. Il secondo invece è dedicato a San Giovanni Battista.
Gli altri mottetti hanno vari soggetti, la resurrezione del Signore O quam chara festivitas a 2 voci, il «venerabile Sacramento» Salve salutaris hostia, O dulcissimum Jesu convivium e Age anima famelica rispettivamente a 2, 3 e 4 voci, la figura del martire Quis est iste a 2 e Transivimus per ignem a 3. Quindi i brani dedicati alla Madonna O amantis bona sors, O Maria a 2 voci, Ad Mariam a 4 voci più le Litanie Lauretane a 4 voci che concludono l'opera, in linea con la prassi del tempo con intento devozionale alla Madre di Dio.
L'organico dell'Opus Tertium Armonicae Cantiones, così come di quelle successive fino alla settima, è da 1 a 5 voci. Con la prima, l'ottava e la nona, Reina scrive per 8 voci a due cori. Stile imitativo, melismi, ligature, soprattutto cum opposita proprietate, sono alcune delle caratteristiche presenti nelle composizioni reinane, pervase dalla teoria degli affetti, in cui diversi mottetti mettono a prova le abilità dei cantori con fioriture che si dipanano tra crome e semicrome e che si estendono per decine di misure. Caso estremo la serie di biscrome presenti nel brano della terza opera Armonicae Cantiones o di numerose misure composte da semicrome e crome in altre opere quali Marsyae et Apollini opera quarta, Fiorita corona di melodia celeste : a 1, 2, 3, 4 voci con strumenti, opera settima, La Pace de Numeri publicata con l'Armonia di Cinque Voci nel Vespro del Signore nelle Laudi della Beatissima Vergine, nel Tantum ergo, e nell'Hinno delle Grazie, opera ottava e La Danza delle Voci regolata ne Salmi di Terza, e di Compieta in vn Tedeum, nelle Tanie della Beatissima Vergine à otto voci, altri Salmi, à voce sola, à tre, con li suoi violini, le quattro Antifone, di Compieta, à quattro voci, e in due Sonate, à quattro violini, opera nona.
Le committenze sono religiosi o nobili di alto lignaggio a cui Reina dedica singoli brani o intere opere: è il caso dell'opera sesta Rose de concertati odori colte nel giardino delle Muse Cantatrici conservata sono nell'esemplare a Como e unicamente la parte dell'Alto. Come affrontato dettagliatamente da Robert Kendrick a Milano erano presenti monache che erano ottime cantatrici e virtuose strumentiste apprezzate dalla popolazione che, come riferisce Paolo Morigia, veniva attirata dalle voci celestiali che si sentivano nei chiostri. Si può supporre che Reina ne conoscesse diverse e come magister musicae fosse autorizzato a frequentare i conventi per istruire le cantatrici che egli stesso definisce nelle sue dediche "abilissime", "esperte", "virtuosissime".
Le suore erano musiciste di alto profilo che spesse volte eseguivano mottetti o salmi trasportando le voci con il sistema che Candace Smith nell'introduzione a De profundis (Bologna, Italy: Artemisia Editions, 1998), presenta nel dettaglio con esiti interessanti.
Con il 1659 Reina lascia Saronno per recarsi prima a Bologna e successivamente a Piacenza e a Modena dove pubblicherà non più per i tipi Camagno e Rolla, ma per Gardano. In Emilia verosimilmente troverà la morte nel 1664 dopo aver dato alle stampe La Danza delle voci regolata ne Salmi di Terza, e di Compieta in vn Tedeum, nelle Tanie della Beatissima Vergine à otto voci, altri Salmi, à voce sola, à tre, con li suoi violini, le quattro Antifone, di Compieta, à quattro voci, e in due Sonate, à quattro voci, e in due Sonate, à quattro violini.
Maestro di cappella a partire dal 1656, fu un compositore di alto profilo nel barocco padano del Seicento. A Piacenza ricoprì l'incarico di organista e di maestro di Cappella nella chiesa di San Francesco. Successivamente fu a Modena in qualità di organista nel tempio di San Bartolomeo e Maestro di Cappella in San Francesco nel 1662, anno in cui compose La pace de numeri (op. 8). Nel 1664 ricopre la funzione di mero organista, nella chiesa di San Bartolomeo come si evince dal frontespizio La danza delle voci (op. 9). Dopo questa data se ne perdono le tracce e si presume che morì nello stesso anno.
L'eredità lasciata da Sisto Reina è un insieme di nove opere a stampa dall'organico variabile, le cui testimonianze si trovano nelle biblioteche di Bologna, Glasgow, Breslavia, Vienna, Friburgo e negli archivi parrocchiali di Como e di Asti, nel seminario di Lucca, nell'abbazia di Einsiedeln, e ancora presso la fondazione Puccini a Lucca e la fondazione Giorgio Cini a Venezia. Le composizioni reinane hanno attraversato l'Europa cattolica e si sono radicate nel repertorio delle cappelle musicali che eseguivano alcuni mottetti e vesperi quando fra Sisto era ancora in vita.